# Myristica fissiflora
Espèce
Myristica fissiflora est une espèce de plantes de la famille des Myristicaceae.

## Liste des sous-espèces
Selon Catalogue of Life (11 avril 2019) :
- sous-espèce Myristica fissiflora subsp. fissiflora
- sous-espèce Myristica fissiflora subsp. kostermansii

Selon Tropicos (11 avril 2019) :
- sous-espèce Myristica fissiflora subsp. kostermansii W.J. de Wilde

## Publication originale
- Blumea 40(2): 281. 1995.